# Tiselius (månkrater)
Tiselius är en 53 kilometer stor nedslagskrater på månens baksida, öster om Valierkratern. Tiselius har fått sitt namn efter den svenske kemisten Arne Tiselius, vilket beslutades av Internationella Astronomiska Unionen 1979.

## Satellitkratrar
| Tiselius | Latitud | Longitud | Diameter |
| -------- | ------- | -------- | -------- |
| E        | 7.3° N  | 177.7° E | 17 km    |
| L        | 4.6° N  | 177.4° E | 12 km    |